# Black Achievement Award
Black Achievement Awards zijn Nederlandse erkenningsprijzen die jaarlijks uitgereikt worden aan personen of organisaties die zich als zwart rolmodel verdienstelijk hebben gemaakt in de Nederlandse samenleving. De prijzen werden in 2016 ingesteld door het Nationaal instituut Nederlands slavernijverleden en erfenis (NiNsee) in het kader van de Black Achievement Month. Ze worden uitgereikt in de categorieën: kunst en cultuur, mens en maatschappij, sport, wetenschap en onderwijs. Daarnaast wordt een oeuvreprijs uitgereikt aan een ‘black achiever’ ter honorering van jarenlange prestaties.

## Prijswinnaars

### 2016[2]
- Quinsy Gario, excellence award
- Dionne Abdoelhafiezkhan, black talent
- Lionel Dors (bekend als rapper Lexxxus), rapper

### 2017[3]
- Berget Lewis, kunst en cultuur
- Mitchell Esajas en Jessica de Abreu (voor The Black Archives), mens en maatschappij
- Domenica Ghidei Biidu, mensenrechten/politiek
- Guillaume Philibert, ondernemerschap
- Enith Brigitha, sport
- Philomena Essed, Gloria Wekker en Leo Balai, wetenschap en onderwijs
- Felix de Rooy, oeuvreprijs
- Daphina Misiedjan, stimuleringsprijs

### 2018[4]
- Babs Gons, kunst en cultuur
- Anousha Nzume, mens en maatschappij
- Lucia Rijker, sport
- Humphrey Lamur, wetenschap en onderwijs
- Frank Zichem, oeuvreprijs

### 2019[5]
- Raymi Sambo, kunst en cultuur
- Clarice Gargard, mens en maatschappij
- Edson Sabajo en Guillaume Schmidt, ondernemerschap
- Hensley Meulens, sport
- Valika Smeulders, wetenschap en onderwijs
- Glenn Helberg, oeuvreprijs

### 2020[6]
- Patrick Rechards, cateraar/restauranthouder en ambassadeur van de Surinaamse keuken
- Helga Hart-Sweet, unitleider van de Intensive Care, OLVG
- Ivar Lede, arts-microbioloog

Ten tijde van de coronapandemie is gekozen voor mensen uit de zorg die weinig aandacht hebben gehad.

### 2021[7]
- Emmanuel Kwasi Adjei, categorie kunst & cultuur
- Sifan Hassan, categorie sport
- Chantelle Rodgers, categorie mens & maatschappij
- Sennay Ghebreab, categorie wetenschap & onderwijs
- Manuela Gonçalves Tavares, categorie ondernemerschap
- Gerda Havertong, oeuvre award[8]

### 2022[9]
- Angelo Diop (bekend als rapper en presentator Rotjoch), categorie kunst & cultuur
- Stanley Franker, categorie sport
- Norman van Gom, categorie mens & maatschappij
- Charles Agyemang, categorie wetenschap & onderwijs
- Susannah Rabenswaay, categorie ondernemerschap
- Helen Kamperveen, oeuvre award

### 2023[10][11][12]
- Sylvana Simons - oeuvreprijs voor haar politieke werk
- Ida Does - oeuvreprijs voor haar documentaires
- Orville Breeveld (componist en musicus), categorie kunst & cultuur
- Nigel de Jong (voormalig profvoetballer), categorie sport
- Michel van Genderen (internist-intensivist), categorie onderwijs & maatschappij
- Gia Bab (fotomodel), categorie mens & maatschappij
- Sharon Breidel (agility-expert) en Richard Benoit, categorie ondernemerschap

### 2024
- Imara Limon, categorie kunst & cultuur
- Worthy de Jong, categorie sport
- Guno Jones, categorie onderwijs & maatschappij
- Jay Gibbes, categorie mens & maatschappij
- Charlene Austin, categorie ondernemerschap
- Barryl Biekman, oeuvre award